# 에녹 (배우)
에녹(1980년 2월 10일 ~)는 대한민국의 뮤지컬 배우, 가수이다.

## 주요 작품

### 참여 작품
- 2004 뮤지컬 《너는 특별하단다》 - 안무감독
- 2004 오페라 《Back to the origin》 - 조연출
- 2004 오페라 《Barodos》 - 조연출
- 2005 뮤지컬 《The King》 - 예술감독
- 2006 뮤지컬 《Snow Period》 - 안무감독

### 출연 작품
- 2007 뮤지컬 《알타보이즈》 - 루크 역
- 2008 뮤지컬 《록키호러쇼》 - 브래드 역
- 2008 연극  《쉬어매드니스》 - 조형사(조동욱) 역
- 2009 뮤지컬 《자나, 돈트!》 - 스티브 역
- 2009 뮤지컬 《사춘기》 - 선규 역
- 2009 뮤지컬 《로미오 앤 줄리엣》 - 머큐시오 역
- 2009 뮤지컬 《달콤한 나의 도시》 - 태오 역
- 2010 콘서트 《에녹의 웰컴 투 뮤지컬》
- 2010 뮤지컬 《웰컴 투 마이 월드》 - 남형사(남성룡) 역
- 2011 뮤지컬 《모차르트》 - 쉬카네더 역
- 2011 뮤지컬 《캣츠》 - 럼텀 터거 역
- 2012 연극  《밀당의 탄생》 - 서동 역
- 2013 뮤지컬 《레베카》 - 잭 파벨 역
- 2013 뮤지컬 《스칼렛 핌퍼넬》 - 쇼블랑 역
- 2013 뮤지컬 《카르멘》 - 가르시아 역
- 2014 뮤지컬 《보니앤클라이드》 - 클라이드 역
- 2014 뮤지컬 《쓰릴미》 - 리차드 역
- 2015 뮤지컬 《쓰릴미》 - 리차드 역
- 2015 뮤지컬 《팬텀》 - 필립 드 샹동 (백작) 역
- 2015 뮤지컬 《바람과 함께 사라지다》 - 애슐리 역
- 2016 연극  《보도지침》 - 최돈결 (검사) 역
- 2016 뮤지컬 《브로드웨이 42번가》 - 빌리 로러 역
- 2016 뮤지컬 《블랙 메리 포핀스》- 한스 역
- 2017 뮤지컬 《쓰릴미》 - 리차드 역
- 2017 뮤지컬 《햄릿》 - 레어티스 역
- 2017 뮤지컬 《브로드웨이 42번가》 - 빌리 로러 역
- 2017 뮤지컬 《배니싱》 - 의신 역
- 2017 뮤지컬 《에드거 앨런 포》 - 그리스월드 역
- 2018 뮤지컬 《용의자 X의 헌신》 - 유카와 마나부 역
- 2018 뮤지컬 《붉은 정원》 - 빅토르 역
- 2018 뮤지컬 《배니싱》 - 의신 역
- 2018 뮤지컬 《랭보》 - 베를렌느 역
- 2019 연극 《왕복서간》 - 준이 치 역
- 2019 뮤지컬 《더 캐슬》 - 홈즈 역
- 2019 콘서트 《마음이 닿은 순간》
- 2019 뮤지컬 《사의 찬미》 - 사내 역
- 2019 뮤지컬 《너를 위한 글자》 - 도미니크 역
- 2019 뮤지컬 《랭보》 - 베를렌느 역
- 2019 연극 《왕복서간》 - 준이치 역
- 2019 뮤지컬 《경종수정실록》 - 경종 역
- 2020 뮤지컬 《샤이닝》 - 프로이트,쉐도우 역
- 2020 뮤지컬 《프리스트》 - 마르코 역
- 2020 뮤지컬 《머더 발라드》 - 마이클 역
- 2020 뮤지컬 《배니싱》 - 의신 역
- 2020 뮤지컬 《스모크》 - 초 역
- 2021 뮤지컬 《팬텀》- 필립 드 샹동 (백작) 역
- 2021 뮤지컬 《와일드 그레이》- 오스카 와일드 역
- 2021 뮤지컬 《엑스칼리버》- 렌슬럿 역
- 2021 뮤지컬 《경종수정실록》- 경종 역
- 2021 뮤지컬 《레베카》- 막심 드 윈터 역
- 2023년 뮤지컬 《레베카》 ... 막심 드 윈터 역

## 수상
- 제1회 전국워쉽경연대회 대상